# Vauxrezis
Vauxrezis és un municipi francès situat al departament de l'Aisne i a la regió dels Alts de França. L'any 2007 tenia 326 habitants.

## Demografia

### Població
El 2007 la població de fet de Vauxrezis era de 326 persones. Hi havia 114 famílies de les quals 16 eren unipersonals (8 homes vivint sols i 8 dones vivint soles), 39 parelles sense fills, 51 parelles amb fills i 8 famílies monoparentals amb fills.
La població ha evolucionat segons el següent gràfic:
Habitants censats

### Habitatges
El 2007 hi havia 136 habitatges, 119 eren l'habitatge principal de la família, 13 eren segones residències i 3 estaven desocupats. 135 eren cases i 1 era un apartament. Dels 119 habitatges principals, 110 estaven ocupats pels seus propietaris, 8 estaven llogats i ocupats pels llogaters i 2 estaven cedits a títol gratuït; 1 tenia dues cambres, 10 en tenien tres, 31 en tenien quatre i 78 en tenien cinc o més. 89 habitatges disposaven pel capbaix d'una plaça de pàrquing. A 39 habitatges hi havia un automòbil i a 73 n'hi havia dos o més.

### Piràmide de població
La piràmide de població per edats i sexe el 2009 era:
| Homes | Edats   | Dones |
| ----- | ------- | ----- |
| 0     | 95 o +  | 0     |
| 0     | 90 a 94 | 4     |
| 0     | 85 a 89 | 0     |
| 0     | 80 a 84 | 0     |
| 4     | 75 a 79 | 12    |
| 0     | 70 a 74 | 4     |
| 8     | 65 a 69 | 0     |
| 8     | 60 a 64 | 16    |
| 4     | 55 a 59 | 4     |
| 32    | 50 a 54 | 36    |
| 24    | 45 a 49 | 16    |
| 4     | 40 a 44 | 12    |
| 8     | 35 a 39 | 12    |
| 8     | 30 a 34 | 12    |
| 12    | 25 a 29 | 4     |
| 12    | 20 a 24 | 0     |
| 16    | 15 a 19 | 16    |
| 16    | 10 a 14 | 16    |
| 8     | 5 a 9   | 4     |
| 0     | 0 a 4   | 8     |

## Economia
El 2007 la població en edat de treballar era de 235 persones, 175 eren actives i 60 eren inactives. De les 175 persones actives 161 estaven ocupades (84 homes i 77 dones) i 14 estaven aturades (8 homes i 6 dones). De les 60 persones inactives 19 estaven jubilades, 27 estaven estudiant i 14 estaven classificades com a «altres inactius».

### Ingressos
El 2009 a Vauxrezis hi havia 123 unitats fiscals que integraven 345 persones, la mediana anual d'ingressos fiscals per persona era de 20.126 €.

### Activitats econòmiques
Dels 7 establiments que hi havia el 2007, 3 eren d'empreses de construcció, 2 d'empreses de comerç i reparació d'automòbils i 2 d'empreses classificades com a «altres activitats de serveis».
Els 2 serveis als particulars que hi havia el 2009 eren paletes.
L'any 2000 a Vauxrezis hi havia 4 explotacions agrícoles.

## Poblacions més properes
El següent diagrama mostra les poblacions més properes.